# Чемпіонат УСРР з футболу 1921
Чемпіонат УСРР з футболу 1921 — перший розіграш чемпіонату УСРР з футболу, що відбувся в Харкові (тоді — столиці республіки) з 11 по 18 вересня 1921 року в рамках Всеукраїнської Олімпіяди, організованої Всевобучем України і Криму. У турнірі взяли участь команди Катеринослава, Києва, Миколаєва, Одеси, Полтави, Таганрога, Харкова і Херсона. Першим чемпіоном УСРР стала збірна міста Харкова.

## Передумови
Фізична культура і спорт розглядалися радянською владою як важливий елемент військового виховання молодого покоління «будівників першої в світі держави трудящих»:
Командуючий військовими силами України та Криму Фрунзе затверджує положення про Всеукраїнській олімпійський комітет при штабі частин особливого призначення та Всеобуча України і Криму. То був головний республіканський спортивний орган, який спрямовував усю роботу комітетів у губерніях.
На виконання вказаного положення наприкінці 1919 р. при Харківському управлінні Всевобучу було створено олімпійський комітет, що вдало провів губернську олімпіаду. Виходячи з позитивного досвіду проведених місцевих змагань, Всевобучем України і Криму було прийняте рішення провести у 1921 році Всеукраїнську Олімпіаду, включаючи змагання з футболу та легкої атлетики:
На олімпіаду прибуло понад сто учасників з Києва, Житомира, Чернігова, Катеринослава й Таганрога. Місцем змагання легкоатлетів 10-18 вересня 1921 р. став спортивний майданчик "Гельферіх-Саде" у Харкові.
У футбольному розіграші Олімпіади старт взяли 8 збірних команд міст.

## Чвертьфінали
Як зазначала столична газета «Коммунист» у номері за 15 вересня 1921 року, "происходящие в настоящее время в Харькове состязания на первенство Украины по всем видам спорта ещё вполне не развернулись, однако общая картина спортивной жизни в крупных центрах Украины выяснилась. ...В центре состязания розыгрыш футбольного первенства, в котором принимает участие 8 городов."
Чвертьфінальні ігри відбулись з 11 по 14 вересня.
| Дата            | Команда 1 | Рахунок   | Команда 2    |
| --------------- | --------- | --------- | ------------ |
| 11 вересня 1921 | Харків    | 5:0 (?:0) | Херсон       |
| 12 вересня 1921 | Одеса     | 5:1 (?:?) | Катеринослав |
| 13 вересня 1921 | Миколаїв  | 7:0 (?:0) | Полтава      |
| 14 вересня 1921 | Таганрог  | 1:0 (?:0) | Київ         |

## Півфінали
Півфінальні ігри пройшли 15 та 16 вересня. За повідомленням газети «Красный Николаев» (від 25 вересня 1921 року), "команда г. Николаева добилась значительных успехов: дошла до полуфинала и лишь там проиграла Одессе со счётом 1:0. Особенно хорошо играла в этом состязании наша защита, нападение же бездействовало из-за отсутствия лучших игроков, тяжёлая болезнь не дала им возможность приехать."
| Дата            | Команда 1 | Рахунок   | Команда 2 |
| --------------- | --------- | --------- | --------- |
| 15 вересня 1921 | Одеса     | 1:0 (?:0) | Миколаїв  |
| 16 вересня 1921 | Харків    | 2:1 (?:?) | Таганрог  |

## Фінал
У тому ж номері  «Красного Николаева» подано інформацію і про фінальний матч першості: "18 сентября состоялся последний финальный матч на первенство Украины. После оживленной игры Харьков выиграл у Одессы со счётом 2:0."
| Дата            | Команда 1 | Рахунок   | Команда 2 |
| --------------- | --------- | --------- | --------- |
| 18 вересня 1921 | Харків    | 2:0 (?:0) | Одеса     |

Чемпіоном УСРР стала команда Харкова.
- Склад Збірної Харкова: воротар — Микола Платов («Штурм»); захисники — Сергій Грушин (О.Л.С.), Михайло Романтовський («Янус»); півзахисники — Іван Привалов («Штурм»), Іван Варженінов (О.Л.С.), Микола Капустін («Штурм»), Костянтин Ус (Х.П.З.); нападники — Адам Бем («Уніон»), Микола Кротов («Штурм»),  Петро Міщенко (О.Л.С.), Іван Натаров («Штурм»), Костіков («Уніон»), Євген Губарєв (О.Л.С.).

## Підсумкова таблиця
| М | Команда      | І | В | Н | П | РМ  | О |
| - | ------------ | - | - | - | - | --- | - |
|   | Харків       | 3 | 3 | 0 | 0 | 9−1 | 6 |
|   | Одеса        | 3 | 2 | 0 | 1 | 6−3 | 4 |
|   | Миколаїв     | 2 | 1 | 0 | 1 | 7−1 | 2 |
|   | Таганрог     | 2 | 1 | 0 | 1 | 2−2 | 2 |
| 5 | Київ         | 1 | 0 | 0 | 1 | 0−1 | 0 |
| 5 | Катеринослав | 1 | 0 | 0 | 1 | 1−5 | 0 |
| 5 | Херсон       | 1 | 0 | 0 | 1 | 0−5 | 0 |
| 5 | Полтава      | 1 | 0 | 0 | 1 | 0−7 | 0 |